# Ованес Крнеці
Ованес Крнеці (Кирнеці) (вірм. Հովհաննես Քռնեցի, 1290/92—1347) — вірменський граматик, богослов і перекладач XIV століття. Випускник Гладзорського університету, яскравий представник вірменських уніатів.

## Життя і творчість
Народився між 1290 і 1292 роками в Кирні, пройшов навчання в Гладзорському університеті. У 1328 році вирушив у Мераге до домініканського священика Варфоломія Болонського (за однією версією, за вказівкою свого вчителя Єсаї Нчеці, щоб вести полемічні спори з домініканцями; з іншого — за власним бажанням, в цілях здійснення свого давнього бажання прийняти католицтво і поповнити свою освіту). Скоро приєднався до послідовників Варфоломія Болонського, вивчив латинську і навчив Варфоломія вірменської мови. Проповідував католицьке вчення, разом з Болонським і своїм однокашником і послідовником Акопом протягом короткого часу переклав з латини вірменською значну кількість теологічних, філософських і природничонаукових творів. Особливо намагався привернути до себе колишніх товаришів по навчанню, випускників Гладзора, умовляв їх відректися від Вірменської церкви. Більш патріотично налаштовані представники вірменської інтелігенції називали його «коренем гіркоти», «лютий», «Іудою серед учнів Христа». В 1330 році умовив свого дядька Геворга, голову рідного села Ованеса, прийняти католицтво. З допомогою останнього побудував в Кирні вірмено-католицьку церкву св. Богородиці (Сурб Аствацацин) і заснував Кирнайську домініканську конгрегацію. У 1333 році, після візиту до Римського папи, був призначений духовним проводирем католицької громади області Єрнджак. Помер у 1347 році в монастирі Кирни.
З авторських творів Крнеці до нас дійшли полемічний твір «Послання» (1333 р.), граматична праця «Про граматику» (1344 р.), а також написаний у співавторстві з Варфоломієм Болонським богословський трактат «Книга про два єства і одну іпостасі в Христі» (між 1328 і 1330 рр.). Перший являє собою циркулярний лист, що складається з 19 пунктів, надісланий вардапетам і учням Гладзора, в якому Ованес закликав їх «прийняти помилки нашої нації і примкнути до Римської церкви», намагався довести переваги римсько-католицької церкви, безперспективність боротьби національного духовенства та світських феодалів Східної Вірменії. Другий — «Про граматику» (вірм. «Յաղագս քերականին») — був нововведенням у вірменській граматичній науці. Використовуючи праці як вірменських (Вардан Аревелці, Єсаї Нчеці, Ованес Ерзнкаці Плуз), так і латинських (Прісціан) і грецьких (Аполлоній Діскол) граматиків, Ованесу вдалося відійти від усталеної традиції писати вірменську граматику у формі коментаря до «Мистецтва граматики» Діонісія Фракійського, в його роботі спостерігається синтез підходів латинських і вірменських граматиків. Деякі аспекти граматики вірменської вперше вивчені у цій роботі. В основному слідує латинським граматикам, вплив останніх позначився, наприклад, у визначенні граматики або в ототожненні звука і букви.